# Eurolinguïstiek

Kaart van de belangrijkste Europese talen

De eurolinguïstiek (Engels: eurolinguistics) is een tamelijk nieuwe subdiscipline binnen de taalkunde die zich bezighoudt met alle aspecten van de Europese talen, waarbij zaken als historische taalkunde, sociolinguïstiek en taalpolitiek en  interculturele communicatie centraal staan. Eurolinguïstiek richt zich in het bijzonder op de drie volgende hoofdzaken:
- Politiek (de talen van de Europese Unie)
- Geografie
- Cultureel-antropolgisch (bijvoorbeeld de binnen de Kulturkreis gesproken talen, waarbij het met name gaat om het gebruik van het Latijnse alfabet.)

## Geschiedenis
Hoewel het begrip eurolinguistics pas in 1991 is bedacht, zijn Europese talen al veel langer het onderwerp van studie (cf. Lewy 1964, Décsy 1973). Het onderzoek van met name Harald Haarmann en Mario Wandruszka  op het gebied van historische taalkunde en sociolinguïstiek is vanuit een Europees perspectief gedaan en richt zich hoofdzakelijk op de meest gesproken Europese talen (dit zijn Duits, Engels, Frans, Italiaans en Spaans) binnen de grenzen van het Europese taalgebied.  In 2005 en 2006 volgden twee belangrijke publicaties op het gebied van woordenschat en grammatica, de Atlas Linguarum Europae  en de World Atlas of Linguistic Structures. Sinds 2004 is er het Journal for EuroLinguistiX (ed. Joachim Grzega).

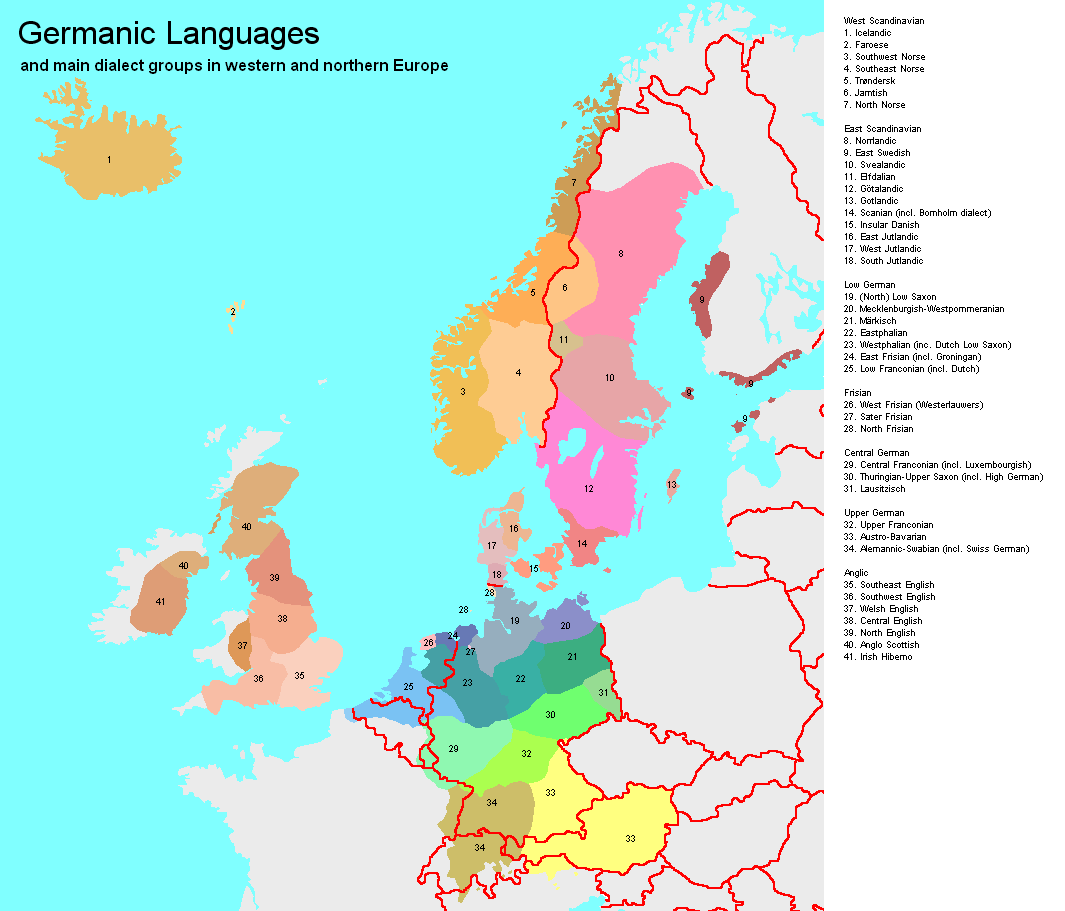
De Germaanse talen
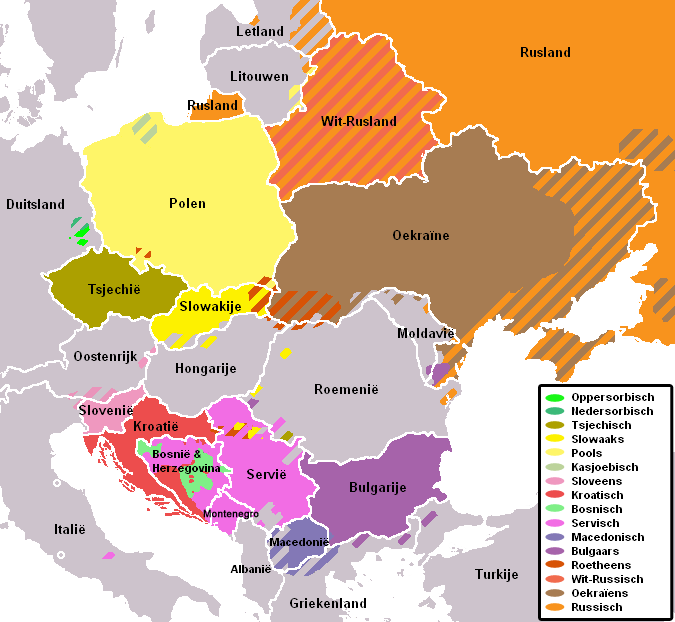
De Slavische talen
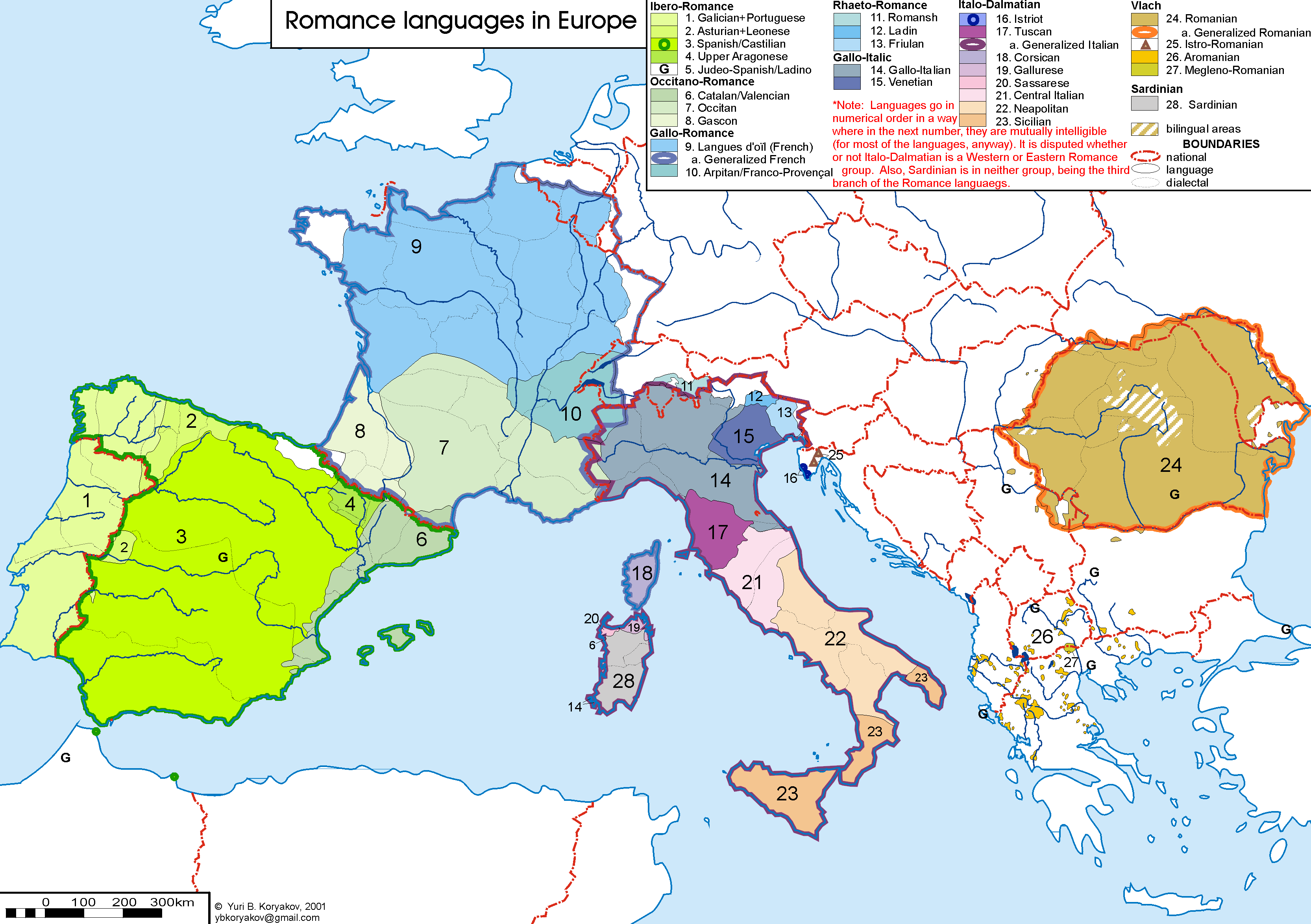
De Romaanse talen
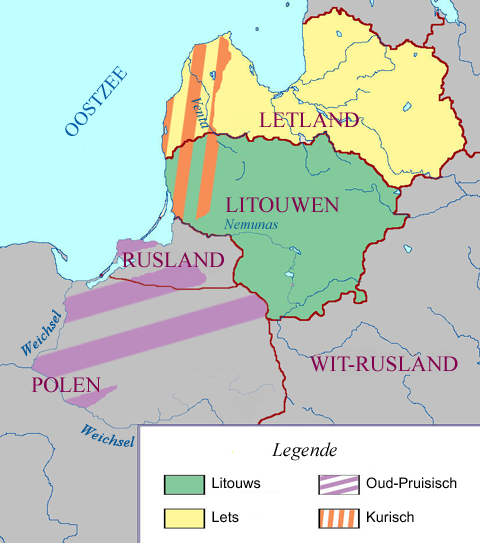
De Baltische talen
De Keltische talen
De Noord-Kaukasische talen